# Amblypsilopus albicinctus
Amblypsilopus albicinctus är en tvåvingeart som först beskrevs av de Meijere 1913.  Amblypsilopus albicinctus ingår i släktet Amblypsilopus och familjen styltflugor. Inga underarter finns listade i Catalogue of Life.